# オサムプルコギ

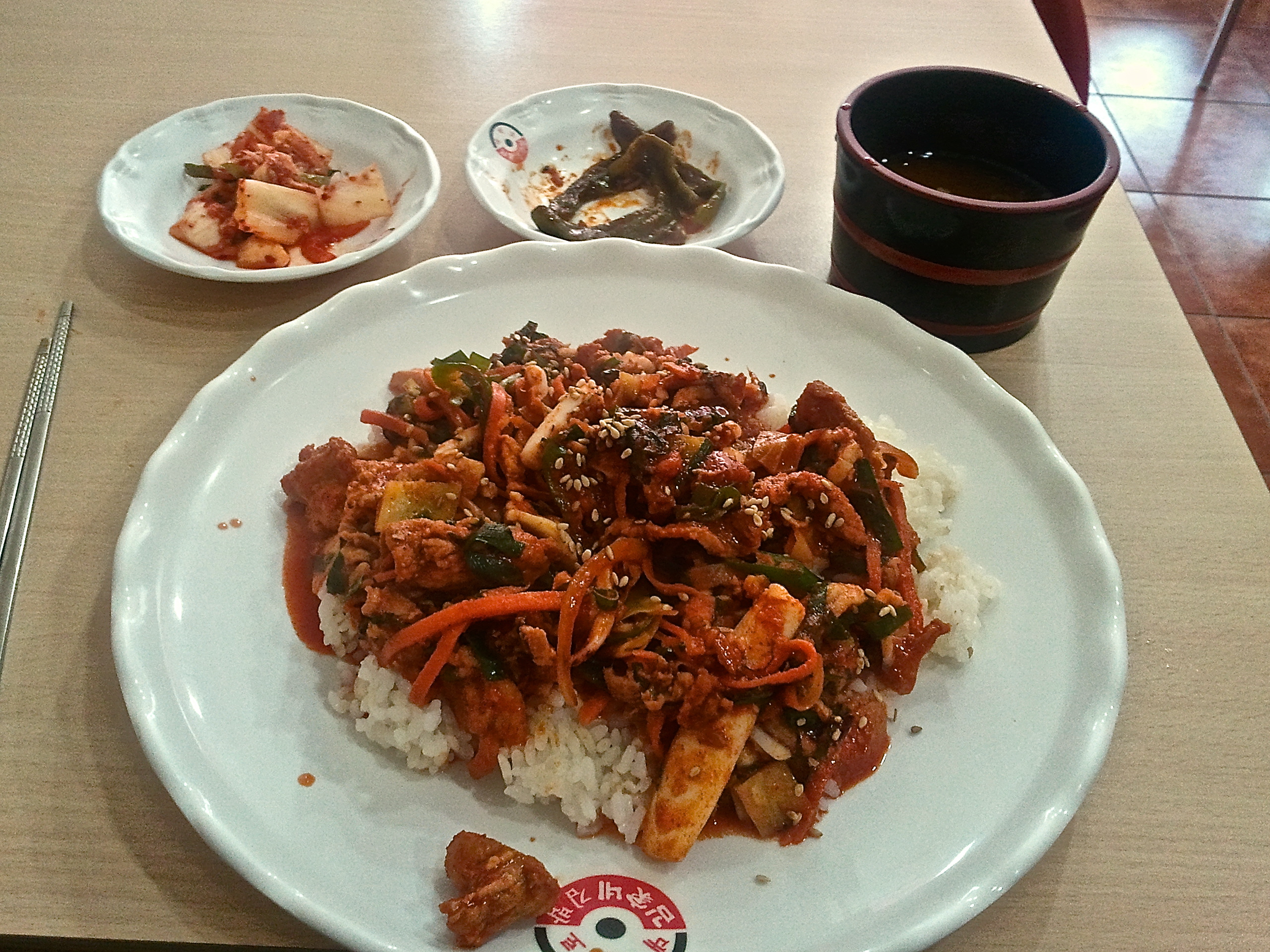
オサムプルコギをご飯に乗せたもの

オサムプルコギ（朝鮮語: 오삼불고기、osam-bulgogi）は、韓国料理の1種。豚バラ肉（サムギョプサル）とイカとキャベツやモヤシといった野菜の炒め煮（プルコギ）である。